# Thwaitesia nigrimaculata
Thwaitesia nigrimaculata is een spinnensoort in de taxonomische indeling van de kogelspinnen (Theridiidae).
Het dier behoort tot het geslacht Thwaitesia. De wetenschappelijke naam van de soort werd voor het eerst geldig gepubliceerd in 2006 door Da-xiang Song, Zhang & Zhu.